# Padova Baseball
Il Padova Baseball è una società italiana di baseball fondata a Padova.

## Storia

### Fondazione
Il baseball agonistico si sviluppò a Padova nei primi anni sessanta con la nascita dell'Unione Sportiva Arcella, squadra parrocchiale della chiesa di Sant'Antonino nel quartiere settentrionale dell'Arcella, e della sezione baseball del CUS Padova, storica società che rappresenta la locale Università degli studi. La squadra dell'Arcella, che disputava il campionato di serie C, ebbe la possibilità di essere promossa alla serie superiore ma gli ecclesiastici che dirigevano la società rinunciarono all'iscrizione e la squadra si sciolse. Fu subito rifondata dagli stessi giocatori che si autofinanziarono, costruirono un nuovo campo e si iscrissero nuovamente alla serie C.. Da questa esperienza prese il via il Padova Baseball, fondato ufficialmente nel 1975.

### Gestione Bellamio
La prima svolta importante è legata al nome di Mariano Bellamio, grande appassionato di baseball che negli anni ottanta entrò in società come sponsor e presidente. Il suo operato ebbe slancio anche grazie al nuovo Campo Baseball Plebiscito, costruito in quegli anni dall'amministrazione comunale. La ventennale gestione di Bellamio permise ai padovani di sviluppare il settore giovanile, promuovere lo sport nelle scuole cittadine ma soprattutto alla prima squadra di inserirsi tra le compagini più importanti della serie B di allora, arrivando nel 1996 alla storica promozione in serie A2. L'anno dopo, il Padova Baseball fu subito retrocesso in serie B, dove rimase nelle stagioni successive con alterni risultati. Nelle ultime annate dell'era Bellamio, la squadra entrò in un progressivo declino. Nel 2006 fu evitata la retrocessione in C solo grazie alla vittoria nei play-out disputati a Latina. L'anno dopo,  i padovani poterono iscriversi al campionato di serie B unendosi alla società trevigiana del Baseball Team Ponte di Piave.

### Gestione Tommasin
Fu con l'ingresso ai suoi vertici nel 2008 di Giuliana Botteri e Roberto "Bobo" Tommasin che la società si trasformò radicalmente ed assunse una struttura di alto livello. Lanciatore cresciuto nelle giovanili dell'Arcella ed ex giocatore di serie A, Tommasin entrò come dirigente e sponsor ed ha trascinato il Padova nel ristretto novero delle migliori squadre nazionali. Oltre ai grandi investimenti apportati, ha radicalmente riorganizzato la società, dato nuovo impulso al settore giovanile e alla sezione softball. Molti i giocatori importanti che ha fatto arrivare a Padova, tra cui diversi stranieri, di rilievo inoltre l'ingaggio alla prima stagione del tecnico californiano Khelyn Smith, che avrebbe guidato la squadra seniores ai primi trionfi.

#### Primi trionfi
Dopo le prime due stagioni di transizione, nel 2010 i padovani furono promossi in Serie A Federale, corrispondente alla A2 già conquistata sotto la presidenza di Bellamio. Il Padova si confermò subito tra le migliori formazioni del campionato, con i nuovi importanti acquisti che si inserirono bene tra i vari giovani provenienti dal vivaio. Nel 2011 si piazzò al quarto posto e l'anno successivo al secondo, a pari merito con Rovigo e Codogno, ma escluso dai play-off dalla classifica avulsa. Il rivoluzionato campionato del 2013 a tre gironi vide il Padova Baseball laurearsi campione d'Italia di categoria nei play-off contro gli Athletics Bologna, restando sempre in testa durante la regular season. La grande stagione fu completata con la vittoria in Coppa Italia sul Bollate.

#### Ingresso in IBL
Una nuova importante svolta per il Padova avvenne nel 2014, con la mancata iscrizione del Novara 2000 all'Italian Baseball League (IBL), il massimo campionato nazionale. Fu quindi accettata la domanda di iscrizione presentata da Tommasin, da tale anno nominato ufficialmente presidente del Padova Baseball, che fece quindi il suo esordio nel professionismo nella Italian Baseball League 2014. L'evento segnò il ritorno del grande baseball in Veneto, dove mancava dall'ultima apparizione del Verona nel campionato 1997, e fu celebrato con il cambio dei colori sociali, che diventarono i tradizionali bianco e rosso dello sport padovano. La squadra chiuse la regular season con 7 vittorie e 13 sconfitte, terza a pari merito in un girone a quattro.

#### Il quarto posto del 2015
Nella IBL 2015, disputata a girone unico, i padovani disputarono la miglior stagione della loro storia. Dopo aver chiuso a sorpresa al primo posto il girone di andata della prima fase della regular season a pari merito con il Rimini, malgrado la flessione nel girone di ritorno, il Tommasin si qualificò per la seconda fase del campionato. I biancorossi chiusero al quarto posto con 5 vittorie e 13 sconfitte il girone a quattro che garantiva l'accesso alla finale per le prime due.

#### Gli ultimi anni in IBL / Serie A1
Tra il 2016 e il 2018 il Tommasin disputò tre campionati nella massima serie, non riuscendo però a qualificarsi per le semifinali. Nel 2018 venne a mancare il supporto dello sponsor, il Padova Baseball Softball Club dovette rinunciare alla Lega Nazionale IBL e a formare un nuovo Consiglio Direttivo che scelse Umberto Balin come nuovo presidente con l’obiettivo di riorganizzare la società.

### La ripartenza dalla Serie C
Al termine del campionato di Serie A1 2018, la dirigenza del club comunicò l'intenzione di non iscriversi al successivo campionato di Serie A1. Nel mese di gennaio 2019, fu ufficializzata la ripartenza delle attività dal campionato di Serie C.
Nel 2020 il Padova Baseball fu promosso in Serie B e a fine anno al posto di Balin fu eletto presidente Marco Flores D’Arcais.

## Cronistoria
- Anni sessanta: Fondazione della squadra parrocchiale dell'Unione Sportiva Arcella, che disputerà alcune stagioni in Serie C
- Anni settanta: Rifondazione della squadra con l'autofinanziamento dei giocatori, Serie C
- 1975: Fondazione ufficiale del Padova Baseball, Serie C
- Anni ottanta e novanta: Bellamio Padova, Serie B
- 1996: Serie B (promossa in A2)
- 1997: Bellamio Padova, Serie A2 (retrocessa in B)
- 1998: Bellamio Padova, Serie B
- 1999: Bellamio Padova, Serie B
- 2000: Bellamio Padova, Serie B
- 2001: Bellamio Padova, Serie B
- 2002: Bellamio Padova, eliminata dall'Avigliana nell'ultimo turno dei play-off in Serie B
- 2003: Bellamio Padova, 8ª nel girone B della Serie B
- 2004: Bellamio Padova, 4ª nel girone B della Serie B
- 2005: Bellamio Padova, 4ª nel girone D della Serie B
- 2006: Bellamio Padova, salva nei play-out della Serie B
- 2007: Bellamio Padova, 5ª nel girone B di Serie B (in questa stagione la squadra è frutto dell'unione con il Ponte di Piave)
- 2008: Tommasin Padova, Serie B
- 2009: Tommasin Padova, Serie B
- 2010: Tommasin Padova, Serie B (promossa in Serie A Federale)
- 2011: Tommasin Padova, 4ª in Serie A
- 2012: Tommasin Padova, 2ª in Serie A (esclusa dai play-off per la classifica avulsa)
- 2013: Tommasin Padova,  Campione d'Italia della Serie A Federale
  -  Coppa Italia Serie A Federale
- 2014: Tommasin Padova, 3ª nel girone A della prima fase dell'Italian Baseball League
- 2015: Tommasin Padova, 4ª nel girone di semifinale dell'Italian Baseball League
- 2016: Tommasin Padova, 6ª in Italian Baseball League
- 2017: Tommasin Padova, 7ª in Italian Baseball League
- 2018: Tommasin Padova, 7ª in Serie A1
- 2019: Ripartenza dalla Serie C
- 2020: Promozione in Serie B

## Palmarès
- Campione d'Italia della Serie A Federale: 1

2013
- Coppa Italia Serie A Federale: 1

2013